# Amphisbaena hyporissor
Amphisbaena hyporissor este o specie de reptile din genul Amphisbaena, familia Amphisbaenidae, ordinul Squamata, descrisă de Thomas 1965. A fost clasificată de IUCN ca specie cu risc scăzut. Conform Catalogue of Life specia Amphisbaena hyporissor nu are subspecii cunoscute.